# Rossana (nome)
Rossana  è un nome proprio di persona italiano femminile.

## Varianti
- Femminili: Rossane, Rossanda[3]
- Maschili: Rossano[3][5], Rossando[3]

### Varianti in altre lingue
- Catalano: Roxana[6]
- Francese: Roxane, Roxanne[2][4]
- Greco antico: Ῥωξάνη (Rhōxā́nē)[1][2][4][7]
  - Maschili: Ῥωξάνης (Rhōxā́nēs)[1][7]
- Inglese: Roxana, Roxanna, Roxane, Roxanne, Rexana, Rexanne[4]
  - Ipocoristici: Roxie, Roxy[4]
- Latino: Roxane[2], Roxana[4]
- Persiano: روشنک (Roshanak, Roušanak)[4]
- Polacco: Roksana[4]
- Portoghese: Rosana[4]
- Rumeno: Roxana, Ruxandra[4]
- Russo: Роксана (Roksana)[4]
- Spagnolo: Roxana, Rosana[4][6]
- Urdu: رخسانہ (Rukhsana)[4]

In diverse lingue asiatiche è presente un nome che condivide la medesima etimologia, ma è completamente slegato dalle vicende onomastiche sotto riportate:
- Hindi: रोशन (Roshan), रोशनी (Roshani), रोश्नी (Roshni)[8]
  - Maschili: रोशन (Roshan)[8]
- Marathi: रोशन (Roshan), रोशनी (Roshani), रोश्नी (Roshni)[8]
  - Maschili: रोशन (Roshan)[8]
- Nepalese: रोशन (Roshan)[8]
  - Maschili: रोशन (Roshan)[8]
- Persiano: روشن (Roshan)[8]
  - Maschile: روشن (Roshan)[8]
- Tagico
  - Maschili: Равшан (Ravšan)[8]
- Turco: Ruşen[8]
  - Maschili: Ruşen[8]
- Turkmeno
  - Maschili: Röwşen[8]
- Uzbeco
  - Maschili: Равшан (Ravšan)[8]

## Origine e diffusione
Proviene, tramite il greco Ῥωξάνη (Rhōxā́nē), da un nome persiano antico non attestato, ricostruibile come *Raṷxšnā-, femminile di *Raṷxšna-; va ricondotto a una radice proto-iranica *raṷxšna (in avestica raoxšna), che vuol dire "luminoso", "splendente", "rilucente", e probabilmente in origine era la forma abbreviata di altri nomi che la contenevano. Il significato è quindi affine a quello dei nomi Alba, Aurora, Sepideh, Hajna, Agim, Dawn, Anatolio e Niamh.
Storicamente questo nome venne portato dalla principessa battriana Rossane, figlia di Ossiarte e prima moglie di Alessandro Magno, fatta uccidere assieme a suo figlio da Cassandro dopo la morte del marito, la cui storia è stata cantata in varie leggende romanzate antiche e medievali. Varie altre donne di stirpe persiana si chiamarono così, tra cui una moglie di Cambise II e una sorellastra di Tissaferne, mentre il maschile è attestato per un chiliarca di Serse I; il nome entrò in uso anche nella dinastia reale del Ponto, dove si ritrova con una sorella di Mitridate VI. La sua diffusione moderna è dovuta però al personaggio letterario di Rossana (Roxane), la donna di cui è innamorato Cyrano de Bergerac nel dramma del 1897 di Edmond Rostand. Questa non è però la prima opera dove compare il nome: nel 1724 Daniel Defoe scrisse un romanzo dal titolo Lady Roxana che l'aveva portato in voga nei paesi anglofoni, e ancora prima un personaggio così chiamato appariva nella tragedia orientaleggiante del 1672 Bajazet, di Jean Racine.
In Italia comincia a diffondersi da fine Ottocento-inizio Novecento; negli anni 1970 si contavano circa 31 000 occorrenze del nome, più altre 3 000 della forma maschile, diffuse principalmente al Centro-Nord e specialmente in Toscana ed Emilia-Romagna.

## Onomastico
Il nome Rossana è adespota, ossia non è mai stato portato da alcuna santa; l'onomastico può essere festeggiato eventualmente il 1º novembre, giorno di Ognissanti.

## Persone
- Rossana Beccari, cantante italiana
- Rossana Boldi, politica italiana
- Rossana Campo, scrittrice italiana
- Rossana Casale, cantante italiana

Rossana Martini

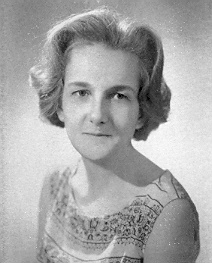
Rossana Rossanda

- Rossana de los Ríos, tennista paraguaiana
- Rossana Di Lorenzo, attrice italiana
- Rossana Martini, attrice italiana
- Rossana Ombres, poetessa, scrittrice e giornalista italiana
- Rossana Podestà, attrice italiana
- Rossana Rory, attrice e modella italiana
- Rossana Rossanda, giornalista, scrittrice e traduttrice italiana

### Variante Roxana
- Roxana Baldetti, politica e giornalista guatemalteca
- Roxana Luca, pattinatrice artistica su ghiaccio romena
- Roxana Maracineanu, nuotatrice e politica francese
- Roxana Mînzatu, politica rumena
- Roxana Saberi, giornalista e sceneggiatrice statunitense
- Roxana Scarlat, schermitrice rumena

### Variante Roxane
- Roxane Duran, attrice francese

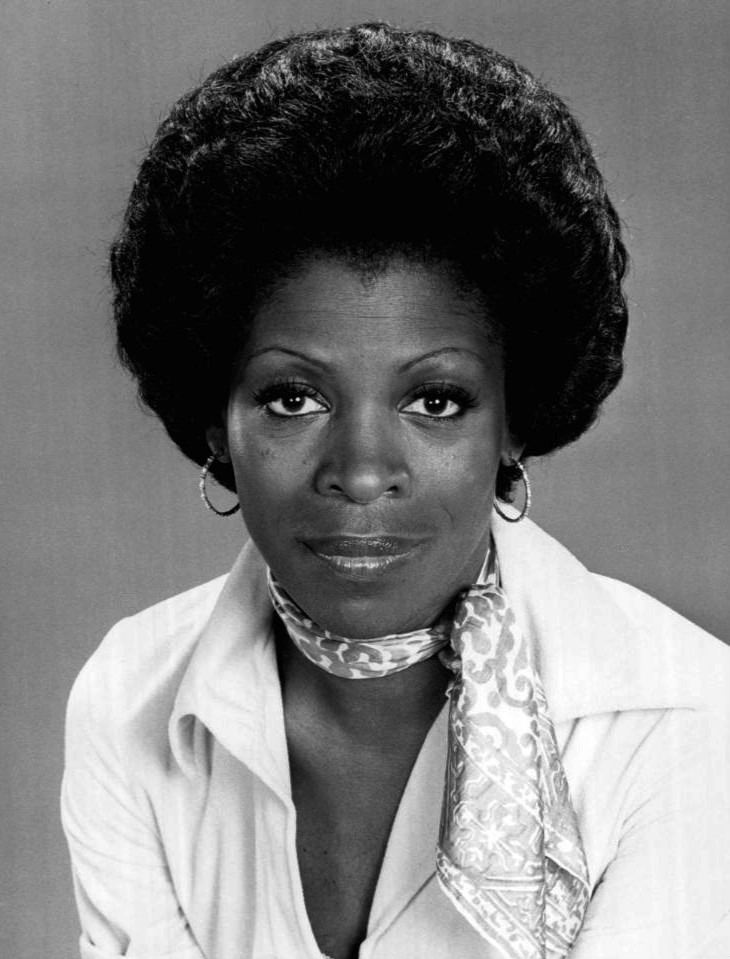
Roxie Roker

- Roxane Fournier, ciclista su strada e pistard francese
- Roxane Gay, docente e scrittrice statunitense
- Roxane Mesquida, attrice e modella francese

### Altre varianti femminili
- Rossane, principessa persiana, moglie di Alessandro Magno
- Ruxandra Dragomir, tennista rumena
- Roxanne Dunbar-Ortiz, scrittrice e storica statunitense
- Roxie Cotton, wrestler statunitense
- Roxann Dawson, attrice e regista statunitense
- Roxanne McKee, attrice e modella canadese
- Roxanna Panufnik, compositrice britannica
- Rosana Pastor, attrice e politica spagnola
- Roxie Roker, attrice statunitense
- Roxanne Seeman, compositrice, paroliera e produttrice discografica statunitense
- Roxanne Shanté, rapper statunitense

### Variante maschile Rossano

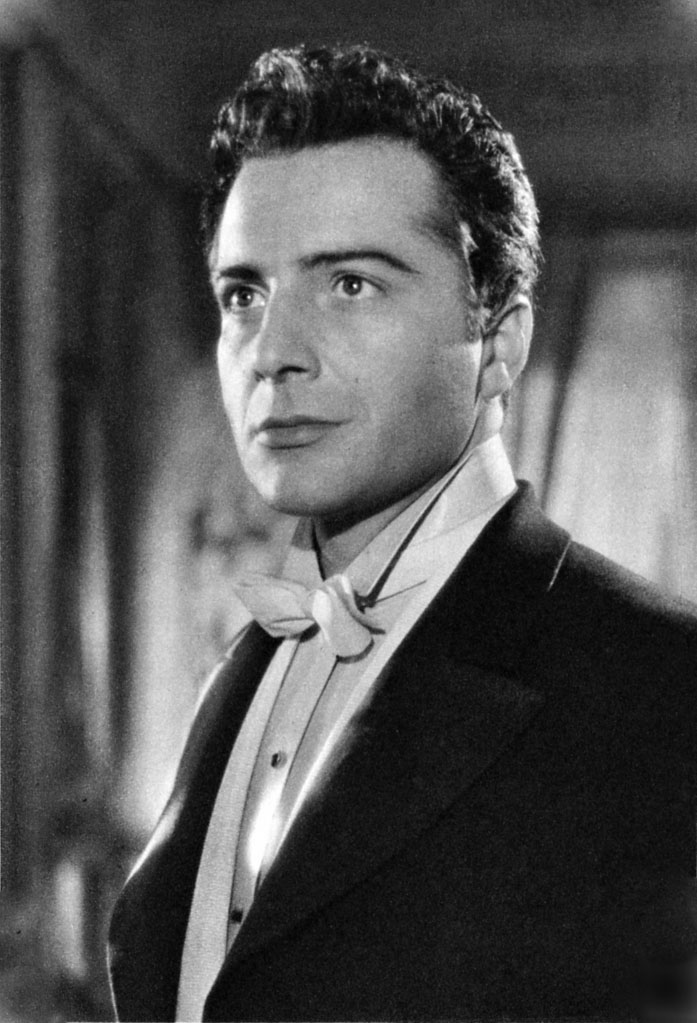
Rossano Brazzi

- Rossano Attolico, cantante e attore italiano
- Rossano Brasi, pistard e ciclista su strada italiano
- Rossano Brazzi, attore e regista italiano
- Rossano Galtarossa, canottiere italiano
- Rossano Giampaglia, calciatore e allenatore di calcio italiano
- Rossano Rubicondi, personaggio televisivo, conduttore televisivo, attore e modello italiano

### Altre varianti maschili
- Ravshan Ermatov, arbitro di calcio uzbeko
- Roshan Seth, attore indiano

## Il nome nelle arti
- Roxanne è il titolo di una famosa canzone dei The Police.
- Rossana è il titolo di una canzone di Ibrahim Ferrer.
- Rossana Rossana (Berg E Rac) è il titolo di una canzone di Roberto Vecchioni.
- Lady Roxana è un romanzo di Daniel DeFoe.
- Roxy è un personaggio della serie di fumetti e cartoni animati Winx Club.
- Rossana Grimani è un personaggio della soap opera CentoVetrine.
- Roxanne Kowalski è un personaggio del film del 1987 Roxanne, diretto da Fred Schepisi.
- Roxy Leech è un personaggio dell'universo DC.
- Roxanne Ritchi è un personaggio del film Megamind della Dreamworks
- Roxie Shayne è un personaggio della soap opera Sentieri
- Rossana Smith è il nome attribuito nell'adattamento italiano a Sana Kurata, protagonista della serie manga Il giocattolo dei bambini, e della relativa serie anime trasmessa in Italia con il titolo Rossana.